# Südabə Həsənova
Südaba Jamshid qizi Hasanova (aserbaidschanisch Südabə Cəmşid qızı Həsənova, aserbaidschanisch-kyrillisch Судаба Гасанова; geboren 1947 im Rayon Şərur, Aserbaidschanische SSR) ist eine ehemalige Richterin am Verfassungsgericht der Republik Aserbaidschan (2005–2021). Sie war Politikerin und zwischen 1995 und 2000 erste Justizministerin des Landes sowie von 2000 bis 2005 Vorsitzende des Obersten Gerichtshofs.

## Leben
Südabe Hasanova wurde 1947 im Rayon Şərur, der heute zur Autonomen Republik Nachitschewan gehört, geboren. Im Jahr 1971 schloss sie ihr Studium der Rechtswissenschaften an der staatlichen Universität Aserbaidschans ab. Eine weitere Ausbildung absolvierte sie 1990 an der Höheren Parteischule in Baku.
Hasanova ist verheiratet und hat zwei Kinder.

## Laufbahn
Nach ihrem Studium arbeitete Hasanova bis 1973 als Beraterin beim Justizministerium der Aserbaidschanische SSR. Anschließend war sie bis 1979 Richterin am Volksgericht des Bezirks Kirov in Baku. Im Jahr 1979 wurde Hasanova zur Richterin und zum Mitglied des Präsidiums des Stadtgerichts von Baku gewählt.
Bereits am 27. März 1980 erfolgte Hasanovas Wahl zum Mitglied des Präsidiums des Obersten Gerichtshofs der Aserbaidschanischen SSR. Dort war sie Vorsitzende des Disziplinarrats für die Richter der Gerichte der Sowjetrepublik.
Von November 1980 bis 1987 unterrichtete sie Kader der Verwaltungsabteilung des Zentralkomitees der Aserbaidschanischen Kommunistischen Partei (AKP).

### Justizministerin
Südaba Hasanova wurde im April 1987 zur Ersten stellvertretenden Justizministerin der Aserbaidschanischen SSR ernannt. Im Kabinett Heydar Aliyev I wurde sie vom 10. Januar 1995 bis 1998 amtierende Justizministerin der Republik Aserbaidschan. Hasanova war die erste Frau in dieser Position. Am 10. Januar 1998 wurde sie zur Justizministerin des Landes ernannt. Im zweiten Kabinett Aliyev war sie seit Dezember 1998 zusätzlich Vorsitzende des Justiz- und Rechtsrates unter der Führung des Präsidenten Aliyev. Durch Dekret des Präsidenten wurde ihr 1995 der Rang einer Justizrätin 3. Grades und 1998 der Rang einer Justizrätin 2. Grades verliehen.
Von 1998 bis 2000 war Hasanova Mitglied der Staatskommission für Verfassungsentwurf sowie Mitglied der Kommission für Begnadigung, Bildung, Volksgesundheit und Korruptionsbekämpfung. Zugleich war sie Chefredakteurin der Zeitschrift «Qanunçuluq» und des Bulletins «Normativ hüquqi aktlar» (englisch Normative and Legal Acts). Hasanova gehörte der Partei Neues Aserbaidschan (YAP) an.

### Vorsitzende des Obersten Gerichtshofs
Durch Erlass des Präsidenten der Republik Aserbaidschan vom 18. April 2000 wurde Südaba Hasanova am folgenden Tag zur Vorsitzenden des Obersten Gerichtshofs der Republik ernannt und von ihrem Amt als Justizministerin entbunden. Sie wurde Chefredakteurin des Bulletins des Obersten Gerichtshofs. Nach fünf Jahren wurde sie ihres Amtes enthoben, blieb aber noch einige Monate Richterin am Obersten Gerichtshof.

### Richterin am Verfassungsgericht
Auf Empfehlung des Präsidenten İlham Əliyev wurde Hasanova mit Beschluss der Nationalversammlung (Milli Majlis) vom 23. Dezember 2005 zur Richterin am Verfassungsgericht der Republik Aserbaidschan ernannt. Sie amtierte dort in einem neunköpfigen Gremium, zu dem auch eine Vizepräsidentin zählte, bis zur Versetzung in den Ruhestand 2021.

## Ehrungen
Mit Dekret des Präsidenten vom 5. Februar 2007 wurde Südaba Hasanova für ihre Tätigkeit in den Bereichen Rechtspflege und Judikative mit dem Şöhrət-Orden (Ruhmesorden) ausgezeichnet.